# Təklə (Kürdəmir)
Təklə è un comune dell'Azerbaigian situato nel distretto di Kürdəmir.